# El Temazcal
El Temazcal är en ort i Mexiko.   Den ligger i kommunen Ahualulco och delstaten San Luis Potosí, i den centrala delen av landet, 400 km nordväst om huvudstaden Mexico City. El Temazcal ligger 2 005 meter över havet och antalet invånare är 186.
Terrängen runt El Temazcal är huvudsakligen kuperad, men åt sydväst är den platt. Runt El Temazcal är det ganska tätbefolkat, med 129 invånare per kvadratkilometer. Närmaste större samhälle är Ahualulco, 8,5 km sydost om El Temazcal. Omgivningarna runt El Temazcal är i huvudsak ett öppet busklandskap.